# Campeaux (Calvados)
Campeaux és un municipi delegat francès, situat al departament de Calvados i a la regió de Normandia. El 2016 va integrar el municipi nou de Souleuvre en Bocage. L'any 2007 tenia 523 habitants.

## Demografia

### Població
El 2007 la població de fet de Campeaux era de 523 persones. Hi havia 222 famílies de les quals 62 eren unipersonals (29 homes vivint sols i 33 dones vivint soles), 82 parelles sense fills, 74 parelles amb fills i 4 famílies monoparentals amb fills.
La població ha evolucionat segons el següent gràfic:
Habitants censats

### Habitatges
El 2007 hi havia 288 habitatges, 223 eren l'habitatge principal de la família, 37 eren segones residències i 29 estaven desocupats. 282 eren cases i 5 eren apartaments. Dels 223 habitatges principals, 145 estaven ocupats pels seus propietaris, 75 estaven llogats i ocupats pels llogaters i 3 estaven cedits a títol gratuït; 16 tenien dues cambres, 43 en tenien tres, 62 en tenien quatre i 101 en tenien cinc o més. 180 habitatges disposaven pel capbaix d'una plaça de pàrquing. A 112 habitatges hi havia un automòbil i a 91 n'hi havia dos o més.

### Piràmide de població
La piràmide de població per edats i sexe el 2009 era:
| Homes | Edats   | Dones |
| ----- | ------- | ----- |
| 0     | 95 o +  | 0     |
| 8     | 90 a 94 | 0     |
| 0     | 85 a 89 | 0     |
| 0     | 80 a 84 | 0     |
| 20    | 75 a 79 | 16    |
| 12    | 70 a 74 | 12    |
| 20    | 65 a 69 | 20    |
| 16    | 60 a 64 | 8     |
| 12    | 55 a 59 | 8     |
| 24    | 50 a 54 | 16    |
| 16    | 45 a 49 | 28    |
| 28    | 40 a 44 | 12    |
| 8     | 35 a 39 | 12    |
| 16    | 30 a 34 | 12    |
| 36    | 25 a 29 | 20    |
| 8     | 20 a 24 | 20    |
| 12    | 15 a 19 | 16    |
| 12    | 10 a 14 | 8     |
| 12    | 5 a 9   | 8     |
| 24    | 0 a 4   | 12    |

## Economia
El 2007 la població en edat de treballar era de 334 persones, 242 eren actives i 92 eren inactives. De les 242 persones actives 223 estaven ocupades (129 homes i 94 dones) i 19 estaven aturades (10 homes i 9 dones). De les 92 persones inactives 29 estaven jubilades, 26 estaven estudiant i 37 estaven classificades com a «altres inactius».

### Ingressos
El 2009 a Campeaux hi havia 235 unitats fiscals que integraven 544 persones, la mediana anual d'ingressos fiscals per persona era de 15.267 €.

### Activitats econòmiques
Dels 19 establiments que hi havia el 2007, 2 eren d'empreses alimentàries, 1 d'una empresa de fabricació d'altres productes industrials, 1 d'una empresa de construcció, 6 d'empreses de comerç i reparació d'automòbils, 4 d'empreses de transport, 1 d'una empresa d'hostatgeria i restauració, 1 d'una empresa financera, 2 d'entitats de l'administració pública i 1 d'una empresa classificada com a «altres activitats de serveis».
Dels 5 establiments de servei als particulars que hi havia el 2009, 1 era una oficina de correu, 2 tallers de reparació d'automòbils i de material agrícola, 1 perruqueria i 1 restaurant.
Dels 5 establiments comercials que hi havia el 2009, 2 eren botiges de menys de 120 m², 2 fleques i 1 una fleca.
L'any 2000 a Campeaux hi havia 36 explotacions agrícoles que ocupaven un total de 595 hectàrees.

## Equipaments sanitaris i escolars
L'únic equipament sanitari que hi havia el 2009 era una ambulància.
El 2009 hi havia una escola elemental integrada dins d'un grup escolar amb les comunes properes formant una escola dispersa.

## Poblacions més properes
El següent diagrama mostra les poblacions més properes.